# Dimitrios Kotronis
Dimitrios Kotronis (gr.: Δημήτριος Κοτρωνης, Di̱mí̱trios Kotro̱ni̱s; ur. 6 kwietnia 1932) – grecki strzelec, olimpijczyk.
Brał udział w Letnich Igrzyskach Olimpijskich 1972 (Monachium). Startował w jednej konkurencji, w której zajął 38. miejsce.

## Wyniki olimpijskie
| Igrzyska | Konkurencja            | Wynik                           | Miejsce |
| -------- | ---------------------- | ------------------------------- | ------- |
| IO 1972  | Pistolet dowolny, 50 m | 539 punktów (93-86-97-84-92-87) | 38.     |